# 何廣沛
何廣沛（英語：Matthew Ho Kwong Pui，1988年8月3日—），香港男演員及主持，現為無綫電視經理人合約藝員；於《萬千星輝頒獎典禮2018》獲得「飛躍進步男藝員」獎。

## 生平履歷

### 早年生活及入行經過：2016年以前
何廣沛從小在港島區長大，父親曾任職懲教署，而母親則是港安醫院護士。他自小患有哮喘病，曾就讀寶血小學和聖士提反書院，唸至中三時與父母及胞姊一同移民三藩市，並入讀洛思阿圖斯山丘山麓學校（Foothill College）；2011年修畢加州州立大學會計系學士課程後，曾於網台 9DTV 擔任節目主持一年，以及兼職三、四間日式餐廳、賣點心的酒樓、高級鐵板燒餐廳的侍應。2012年，他認為不論會計師或演員都要吃苦，兩者相較下還是對演藝工作深感興趣，故決定加入無綫電視第26期藝員訓練班，2014年因獲吳啟華親自挑選，在該台劇集《女人俱樂部》中飾演年青版「姚子倫（Alan）」而為人熟悉，並受到無綫重用。

### 人氣急升：2016年－2019年
2016年，何廣沛因在無綫電視劇集《律政強人》中飾演「周力行」一角而受到關注，其後於《星和無綫電視大獎2016》頒獎典禮中獲得「TVB最佳新人」獎，同年也首次獲提名《TVB 馬來西亞星光薈萃頒獎典禮2016》「最喜愛 TVB 飛躍進步男藝員」及《萬千星輝頒獎典禮2016》「飛躍進步男藝員」、「最佳男配角」。2017年，他在無綫電視劇集《親親我好媽》中飾演反叛學生「文亮熙」，跟江嘉敏飾演情侶而再度引起關注。他憑此劇入圍《萬千星輝頒獎典禮2017》「最佳男配角」及「飛躍進步男藝員」。同年再憑劇集《超時空男臣》「李進忠 ／ 李小冬」一角獲得《星和無綫電視大獎2017》「TVB 飛躍進步藝人」獎。
2018年，何廣沛在無綫電視劇集《跳躍生命線》擔任第二男主角，飾演「卓家傑（傑仔）」一角，同年年尾憑此劇獲得《萬千星輝頒獎典禮2018》「飛躍進步男藝員」獎，以及首次入圍「最佳男主角」、「最受歡迎電視男角色」、「馬來西亞最喜愛 TVB 男主角」及「新加坡最喜愛 TVB 男主角」四大獎項。2019年，何廣沛在無綫電視劇集《白色強人》中飾演心胸肺外科醫生「潘懷德」，並憑此劇入圍《萬千星輝頒獎典禮2019》「最佳男配角」及「最受歡迎電視男角色」。

### 高峰時期：2020年至今
2020年，何廣沛於無綫電視劇集《大醬園》首度領銜擔任男主角，飾演「萬卓楓」一角，演出再度受到關注，同年年尾於《萬千星輝頒獎典禮2020》入圍「最佳男主角」、「最受歡迎電視男角色」及「馬來西亞最喜愛 TVB 男主角」三大獎項。2021年，何廣沛憑無綫電視劇集《愛美麗狂想曲》「鄭宇」一角入圍《萬千星輝頒獎典禮2021》「最佳男配角」最後十強，並憑與鄭裕玲、王菀之合作主持的節目《男神廚房》入圍「最佳男主持」。
2022年，何廣沛於無綫電視三套劇集中擔任男主角，分別為《異搜店》「韋德信」、《食腦喪Ｂ》「余陽光」及《回歸光影頌》系列中的《曙光》「區耀祖」，演出受網民讚賞。同年年尾，何廣沛憑三劇入圍《萬千星輝頒獎典禮2022》入圍「最佳男主角」，並憑《異搜店》入圍「最受歡迎電視男角色」最後十強及「馬來西亞最喜愛 TVB 男主角」最後十強。
2023年8月，何廣沛於無綫電視劇集《破毒強人》飾演啞巴「徐安樂」一角，演技獲大眾肯定，於《萬千星輝頒獎典禮2023》入圍「最佳男配角」最後五強。9月，何廣沛主演的無綫電視劇集《你好，我的大夫》播出，他於劇中飾演中醫師「辜清勁」一角，與蔡思貝有不少對手劇，演出受到注目。同年年尾，何廣沛憑此劇於《萬千星輝頒獎典禮2023》首度入圍「最佳男主角」最後十強。
2019年成為無綫電視監製羅永賢的常用演員。2021年4月，他開始與郭子豪及方紹聰合作經營 YouTube 頻道「食腦 BrainStorming」，翌年2月接受商業電台節目《口水多過浪花》訪問時曾透露希望專注於幕後工作。

## 軼聞
何廣沛曾被指與廣州男子歌唱組合「拾音社」成員何柏誠樣貌相似，而何柏誠亦多次在公開場合內認同此說法，更有影迷笑說二人同樣姓何，是失散多年的兄弟。2017年7月，他因拍攝劇集《跳躍生命線》而與羅天宇、張彥博及郭子豪成為好友，並組成「跳躍 F4」。

## 感情生活
何廣沛於2012年在無綫電視藝員訓練班裡認識周梓盈，兩人其後一直交往至2017年分手。2017年起與朱晨麗交往至2023年分手。

## 演出作品

### 電視劇
| 首播     | 劇名               | 角色                         |
| 無綫電視 |                    |                              |
| 2013年   | 愛·回家            | Jason（第264集）             |
| 2013年   | 愛·回家            | 石 生（第365、366集）        |
| 2013年   | 愛·回家            | Cox（第473 - 478集）         |
| 2013年   | 愛·回家            | J.B.（第542集）              |
| 2013年   | 愛·回家            | 藝 人（第614集）             |
| 2013年   | 神鎗狙擊           | 觀 眾（第3集）               |
| 2013年   | 情逆三世緣         | 助 手（第31集）              |
| 2013年   | My盛Lady           | 俊 男（第2集）               |
| 2014年   | 舌劍上的公堂       | 公 子                        |
| 2014年   | 女人俱樂部         | 姚子倫（青年）（Alan）       |
| 2014年   | 廉政行動2014       | Alan（第5集）                |
| 2014年   | 點金勝手           | 記 者                        |
| 2014年   | 寒山潛龍           | 信徒                         |
| 2014年   | 載得有情人         | 耀罡職員                     |
| 2014年   | 使徒行者           | Hit Team ／ 特別任務連成員   |
| 2014年   | 再戰明天           | 懲教員                       |
| 2014年   | 大藥坊             | 中毒士兵（第24集）           |
| 2014年   | 醋娘子             | 流氓乙（第6集）              |
| 2014年   | 飛虎II             | 刑事偵緝處探員（第8集）      |
| 2015年   | 四個女仔三個BAR    | Max Kwong                    |
| 2015年   | 衝線               | 伙 記（第8集）               |
| 2015年   | 水髮胭脂           | 記 者                        |
| 2015年   | 樓奴               | 勞多樂（多多）               |
| 2015年   | 陪著你走           | 男 子（第19集）              |
| 2015年   | 東坡家事           | 宋慧橋                       |
| 2015年   | 以和為貴           | 侍應（第9集）                |
| 2016年   | 殭                 | 殭 屍（第11集）              |
| 2016年   | 巨輪II             | 潘兆昌                       |
| 2016年   | 律政強人           | 周力行（Nick）               |
| 2016年   | 流氓皇帝           | 西裝打手（第15集）           |
| 2016年   | 巾幗梟雄之諜血長天 | 游擊隊員                     |
| 2017年   | 財神駕到           | 王招財（財少）               |
| 2017年   | 親親我好媽         | 文亮熙（Hayden）             |
| 2017年   | 超時空男臣         | 李進忠 / 魏忠賢 ／ 李小冬    |
| 2017年   | 性在有情           | 地產經紀（第5集）            |
| 2018年   | 波士早晨           | 客 人（第8集）               |
| 2018年   | 波士早晨           | 男演員                       |
| 2018年   | 果欄中的江湖大嫂   | 根培欄買家（第30集）         |
| 2018年   | 天命               | 鈕祜祿·豐紳殷德              |
| 2018年   | 跳躍生命線         | 卓家傑（傑仔）               |
| 2019年   | 白色強人           | 潘懷德（Dr.Poon、德仔、Max） |
| 2019年   | 包青天再起風雲     | 爾塔洛                       |
| 2020年   | 黃金有罪           | 錢永（仔）                   |
| 2020年   | 大醬園             | 萬卓楓（阿楓、楓少、Daniel） |
| 2021年   | 陀槍師姐2021       | 露宿者（第15集）             |
| 2021年   | 愛美麗狂想曲       | 鄭 宇（Rex）                 |
| 2021年   | 愛·回家之開心速遞  | 廣 沛（第1310集）            |
| 2021年   | 異搜店             | 韋德信                       |
| 2022年   | 食腦喪Ｂ           | 余陽光（喪B）                |
| 2022年   | 雙生陌生人         | 蒲亦駿（Otis）               |
| 2022年   | 回歸光影頌：曙光   | 區耀祖（青年）               |
| 2022年   | 回歸               | 區耀祖（青年）               |
| 2023年   | 破毒強人           | 徐安樂                       |
| 2023年   | 你好，我的大夫     | 辜清勁                       |
| 2023年   | 新聞女王           | 潘志傲（Ivan）               |
| 2024年   | 黑色月光           | 莫家朗                       |
| 2025年   | 新聞女王2          | 潘志傲（Ivan）               |
| 未播映   | 非常檢控觀         | 陳新彌（Sammy Chen)          |
| 未播映   | 金式森林           | 方學禮                       |
| 中港合拍 |                    |                              |
| 未播映   | 哪吒與楊戩         | 黃天化                       |

### 綜藝節目
| 首播            | 節目名                               | 備註              |
| 無綫電視        |                                      |                   |
| 2013年          | 超級無敵獎門人 終極篇                | 固定演出          |
| 2013年          | 玩轉世界盃                           | 固定演出          |
| 2014年          | 活得好Easy                           | 固定演出          |
| 2017年          | 再親我好媽                           | 演出（飾 文亮熙） |
| 2018年          | 降魔的 捉妖遊戲                      | 固定演出          |
| 2018年          | 延禧南巡                             | 固定演出          |
| 2019年          | 香港唱好演唱會                       | 固定演出          |
| 2021年          |                                      | 固定演出          |
| 死因有可疑      | 演出（飾 何校草）                    |                   |
| 嘩鬼輪住搶著數  |                                      |                   |
| 2023年          | 獎門人開心Party感謝祭                |                   |
| 2023年          | 獎門人中秋感謝祭                     |                   |
| 2023年          | 善心滿載仁愛堂                       |                   |
| 2023年          | 萬千星輝賀台慶                       |                   |
| 2023年          | 獎門人聖誕感謝祭                     |                   |
| 2023年          | 歡樂滿東華2023                       |                   |
| 2024年          | 新春保良迎金龍                       |                   |
| 2024年          | 博愛歡樂傳萬家                       |                   |
| big big channel |                                      |                   |
| 2017年          | 超時空男臣 big big channel麻雀王大賽 | 固定嘉賓          |
| 2017年          | 心跳Poker                            | 固定演出          |
| 2017年          | 12瞞逃                               | 固定演出          |

### 主持節目
| 首播          | 節目名         | 備註                                                 |
| 其他          |                |                                                      |
| 2011年        | 豪宅360        | 9DTV（互聯網電視台）                                 |
| 2012年        | 舞薈名師       | 9DTV                                                 |
| 無綫電視      |                |                                                      |
| 2014年        | 激優一族       | 與周奕瑋、譚嘉儀、陳潔玲、劉佩玥及譚永浩合作         |
| 2015 - 2017年 | Y Angle        | 1月24日亮相                                          |
| 2018年        | 搭上高鐵愛旅遊 | 与劉穎鏇合作                                         |
| 2019年        | 3日2夜         | 第三輯；第5、6集（與龔嘉欣合作）                     |
| 2019年        | Do姐有問題     | 第三輯、外景主持                                     |
| 2020年        | 3日2夜         | 第四輯；第6、7集（與朱晨麗合作）                     |
| 2021年        | 男神廚房       | 與鄭裕玲及王菀之合作                                 |
| 2023年        | 真係唔好笑     | 與麥美恩、馮盈盈、郭子豪、羅毓儀、方紹聰、彭慧中合作 |

### 微電影
- 《心。跳》
- 《迴憶》

### 歌曲
| 年份   | 歌曲     | 備註                           |
| 2016年 | 乘風     | Amazing Summer 主題曲          |
| 2017年 | 財神駕到 | 無綫電視劇集《財神駕到》主題曲 |
| 2022年 | 大志     | 無綫電視劇集《食腦喪Ｂ》片尾曲 |

### 廣告
| 年份   | 產品                                                                                               |
| 2017年 | 肯德基「避風塘脆辣雞」                                                                             |
| 2017年 | 職業安全健康局「職安男廚神」                                                                       |
| 2018年 | 港鐵「高鐵出行新體驗 - 車站篇」                                                                    |
| 2018年 | 港鐵「高鐵出行新體驗 - 出發篇」                                                                    |
| 2019年 | Bossini（香港、新加坡）× Disney presents Winnie The Pooh "Sweet as Can Bee" Spring 2019 Collection |

### 其他
- 2019年10月15日：《MORE 張彥博MUSIC 2019》演唱會 - 演出嘉賓

## 曾獲獎項與提名
| 年份   | 獎項                             | 劇集                      | 角色                       | 結果                                 |
| ------ | -------------------------------- | ------------------------- | -------------------------- | ------------------------------------ |
| 2016年 | 星和無綫電視大獎2016             | TVB 最佳新人              | 不適用                     | 獲獎                                 |
| 2016年 | TVB 馬來西亞星光薈萃頒獎典禮2016 | 最喜愛 TVB 飛躍進步男藝員 | 不適用                     | 提名                                 |
| 2016年 | 觀眾在民間電視大奬2016           | 民選飛躍男藝員            | 不適用                     | 最後五強                             |
| 2016年 | 萬千星輝頒獎典禮2016             | 飛躍進步男藝員            | 不適用                     | 提名                                 |
| 2016年 | 萬千星輝頒獎典禮2016             | 最佳男配角                | 《律政強人》周力行         | 提名                                 |
| 2017年 | 星和無綫電視大獎2017             | 我最愛 TVB 男主角         | 《超時空男臣》李小冬       | 提名                                 |
| 2017年 | 星和無綫電視大獎2017             | 我最愛 TVB 熒幕情侶       | 《超時空男臣》李小冬       | 與朱晨麗提名                         |
| 2017年 | 星和無綫電視大獎2017             | TVB 飛躍進步藝人          | 不適用                     | 獲獎                                 |
| 2017年 | TVB 馬來西亞星光薈萃頒獎典禮2017 | 最喜愛 TVB 男主角         | 《超時空男臣》李小冬       | 提名                                 |
| 2017年 | TVB 馬來西亞星光薈萃頒獎典禮2017 | 最喜愛 TVB 電視角色       | 《超時空男臣》李小冬       | 提名                                 |
| 2017年 | TVB 馬來西亞星光薈萃頒獎典禮2017 | 最喜愛 TVB 飛躍進步男藝員 | 不適用                     | 獲獎                                 |
| 2017年 | 萬千星輝頒獎典禮2017             | 最佳男配角                | 《親親我好媽》文亮熙       | 提名                                 |
| 2017年 | 萬千星輝頒獎典禮2017             | 最受歡迎電視拍檔          | 《超時空男臣》             | 與蕭正楠及曹永廉獲獎                 |
| 2017年 | 萬千星輝頒獎典禮2017             | 飛躍進步男藝員            | 不適用                     | 提名                                 |
| 2017年 | 萬千星輝頒獎典禮2017             | 最受歡迎劇集歌曲          | 《財神駕到》               | 與黎耀祥、樊亦敏、傅嘉莉及單立文提名 |
| 2018年 | 觀眾在民間電視大奬2017           | 民選飛躍進步男藝員        | 不適用                     | 提名                                 |
| 2018年 | 觀眾在民間電視大奬2017           | 民選最佳戲劇拍檔          | 《超時空男臣》             | 與蕭正楠及曹永廉提名                 |
| 2018年 | YAHOO!搜尋人氣大獎2018           | 人氣急星獎                | 不適用                     | 獲獎                                 |
| 2018年 | 觀眾在民間電視大奬2018           | 民選最佳戲劇拍檔          | 《跳躍生命線》卓家傑       | 與張彥博及郭子豪提名                 |
| 2018年 | 萬千星輝頒獎典禮2018             | 最佳男主角                | 《跳躍生命線》卓家傑       | 提名                                 |
| 2018年 | 萬千星輝頒獎典禮2018             | 馬來西亞最喜愛 TVB 男主角 | 《跳躍生命線》卓家傑       | 提名                                 |
| 2018年 | 萬千星輝頒獎典禮2018             | 新加坡最喜愛 TVB 男主角   | 《跳躍生命線》卓家傑       | 提名                                 |
| 2018年 | 萬千星輝頒獎典禮2018             | 最受歡迎電視男角色        | 《跳躍生命線》卓家傑       | 提名                                 |
| 2018年 | 萬千星輝頒獎典禮2018             | 最受歡迎電視拍檔          | 《跳躍生命線》卓家傑       | 與張彥博、羅天宇及郭子豪入圍最後五強 |
| 2018年 | 萬千星輝頒獎典禮2018             | 飛躍進步男藝員            | 不適用                     | 獲獎                                 |
| 2019年 | 萬千星輝頒獎典禮2019             | 最受歡迎電視男角色        | 《白色強人》潘懷德         | 提名                                 |
| 2019年 | 萬千星輝頒獎典禮2019             | 最佳男配角                | 《白色強人》潘懷德         | 最後五強                             |
| 2020年 | 萬千星輝頒獎典禮2020             | 最佳男主角                | 《大醬園》萬卓楓           | 提名                                 |
| 2020年 | 萬千星輝頒獎典禮2020             | 最受歡迎電視男角色        | 《大醬園》萬卓楓           | 提名                                 |
| 2020年 | 萬千星輝頒獎典禮2020             | 馬來西亞最喜愛 TVB 男主角 | 《大醬園》萬卓楓           | 提名                                 |
| 2021年 | 萬千星輝頒獎典禮2021             | 最佳男配角                | 《愛美麗狂想曲》鄭宇       | 最後十強                             |
| 2021年 | 萬千星輝頒獎典禮2021             | 最佳男主持                | 《男神廚房》               | 提名                                 |
| 2021年 | 萬千星輝頒獎典禮2021             | 最受歡迎電視拍檔          | 《男神廚房》               | 與鄭裕玲、王菀之提名                 |
| 2022年 | 萬千星輝頒獎典禮2022             | 最佳男主角                | 《異搜店》韋德信           | 提名                                 |
| 2022年 | 萬千星輝頒獎典禮2022             | 最佳男主角                | 《食腦喪B》余陽光          | 提名                                 |
| 2022年 | 萬千星輝頒獎典禮2022             | 最佳男主角                | 《回歸光影頌：曙光》區耀祖 | 提名                                 |
| 2022年 | 萬千星輝頒獎典禮2022             | 最受歡迎電視男角色        | 《異搜店》韋德信           | 最後十強                             |
| 2022年 | 萬千星輝頒獎典禮2022             | 最受歡迎電視男角色        | 《食腦喪B》余陽光          | 提名                                 |
| 2022年 | 萬千星輝頒獎典禮2022             | 最受歡迎電視男角色        | 《雙生陌生人》蒲亦駿       | 提名                                 |
| 2022年 | 萬千星輝頒獎典禮2022             | 最受歡迎電視男角色        | 《回歸光影頌：曙光》區耀祖 | 提名                                 |
| 2022年 | 萬千星輝頒獎典禮2022             | 最佳男配角                | 《雙生陌生人》蒲亦駿       | 提名                                 |
| 2022年 | 萬千星輝頒獎典禮2022             | 馬來西亞最喜愛TVB男主角   | 《異搜店》韋德信           | 最後十強                             |
| 2022年 | 萬千星輝頒獎典禮2022             | 馬來西亞最喜愛TVB男主角   | 《食腦喪B》余陽光          | 提名                                 |
| 2022年 | 萬千星輝頒獎典禮2022             | 馬來西亞最喜愛TVB男主角   | 《回歸光影頌：曙光》區耀祖 | 提名                                 |
| 2023年 | 萬千星輝頒獎典禮2023             | 最佳男主角                | 《你好，我的大夫》辜清勁   | 最後十強                             |
| 2023年 | 萬千星輝頒獎典禮2023             | 大灣區最喜愛TVB男主角     | 《你好，我的大夫》辜清勁   | 提名                                 |
| 2023年 | 萬千星輝頒獎典禮2023             | 馬來西亞最喜愛TVB男主角   | 《你好，我的大夫》辜清勁   | 提名                                 |
| 2023年 | 萬千星輝頒獎典禮2023             | 最佳男配角                | 《破毒強人》徐安樂         | 最後五強                             |
| 2023年 | 萬千星輝頒獎典禮2023             | 最佳男配角                | 《新聞女王》潘志傲         | 提名                                 |
| 2024年 | 萬千星輝頒獎典禮2024             | 最佳男配角                | 《黑色月光》莫家朗         | 最後十強                             |

## 外部連結
- 何廣沛的Facebook專頁
- 何廣沛的Instagram帳戶
- 何廣沛的新浪微博